# Eunice yamamotoi
Eunice yamamotoi är en ringmaskart som beskrevs av Michiya Miura 1986. Eunice yamamotoi ingår i släktet Eunice och familjen Eunicidae. Inga underarter finns listade i Catalogue of Life.